# The Quiet Girl
Pour plus de détails, voir Fiche technique et Distribution.
The Quiet Girl  (en irlandais : An Cailín Ciúin ; /ənˠ ˈkalʲiːnʲ cuːnʲ/) est un film irlandais écrit et réalisé par Colm Bairéad et sorti en 2022,. La plupart des dialogues sont en irlandais.
Se déroulant en 1981, le film suit une jeune fille de 9 ans renfermée qui découvre pour la première fois un foyer aimant lorsqu'elle passe l'été dans une ferme avec des parents éloignés à Rinn Gaeltacht, dans le comté de Waterford.
Le film a été nommé pour le meilleur long métrage international à la 95e cérémonie des Oscars.

## Synopsis
Irlande, 1981. Benjamine d'une famille nombreuse avant une prochaine naissance, Cáit, 9 ans, est une enfant délaissée. Ses parents miséreux s'en détournent et ses sœurs aînées la méprisent. Elle qui fait encore pipi au lit et lit avec difficulté ne s'intègre guère à l'école. Il est alors décidé de l'envoyer passer l'été dans la ferme d'Eibhlín Cinnsealach, une cousine éloignée, qui vit seule avec son mari Seán. Son père l'y emmène.
Dans cet endroit chaleureux, la fillette est cordialement accueillie par la maîtresse de maison. Eibhlín lui fait couler un bain, la lave avec soin, la coiffe précieusement et lui prête des habits de garçon, la valise ayant été négligemment oubliée dans la voiture repartie. Taiseux, Seán garde ses distances.
Eibhlín apprend à Cáit les tâches ménagères et lui montre un puits profond où prendre prudemment de l'eau. Un jour, appelée au chevet d'un voisin malade, elle confie la petite à Seán. Occupé à nettoyer l'étable, l'homme ne la voit pas s'éloigner. Inquiet, il finit par la retrouver et la gronde. Effrayée, Cáit s'échappe encore.
Pris de remords, le fermier finit par s'adoucir. Un biscuit d'abord et des courses chronométrées jusqu'à la boîte aux lettres le rapprochent de la fillette. Il convainc son épouse hésitante de l'emmener en ville pour lui acheter des robes colorées afin de remplacer les vêtements de garçon qu'elle porte depuis son arrivée.
De retour, ils apprennent que le voisin malade est décédé. Tous trois assistent à la veillée funèbre. Alors que Cáit semble s'ennuyer sur sa chaise, Eibhlín accepte la proposition d'une voisine de l'emmener chez elle quelques heures pour jouer avec ses enfants. Sur le chemin, cette commère hargneuse questionne la fillette au sujet des Cinnsealach. Elle lui apprend alors que leur fils unique, poursuivant le chien, est mort noyé en tombant dans la fosse à purin. Cette nouvelle bouleverse Cáit qui finit par confier son émoi au couple venu la rechercher. Blessé, celui-ci ne peut qu'admettre la vérité.
L'été s'achève. Les Cinnsealach reçoivent une lettre de la mère de Cáit qui demande son retour afin qu'elle puisse reprendre l'école. Le départ est annoncé. Alors que Seán aide un voisin, Eibhlín s'occupe des vaches, laissant la fillette seule dans la cuisine. Remarquant le seau vide, elle se décide à aller chercher de l'eau, mais, déséquilibrée, tombe dans le puits. Alertée, Eibhlín accourt et cherche en vain Cáit dans la maison, avant de la retrouver au loin, trempée, frigorifiée.
Quelques jours plus tard, le couple ramène la fillette un peu malade chez elle. Sa mère, qui a mis au monde un garçon, les reçoit comme elle le peut. L'arrivée du père crée une tension et Cáit, éternuant à plusieurs reprises, est interrogée sur son état enrhumé. Il est temps de partir pour les Cinnsealach. Alors qu'elle regarde la voiture disparaître dans la longue allée, la petite s'élance soudain et court pour la rattraper juste avant que Seán ne referme le portail. Elle saute dans ses bras et le serre fort, alors qu'Eibhlín, très émue, demeure dans le véhicule. Au loin s'avance le père agacé. En l'apercevant, Cáit lâche un « Papa » inquiet, avant de murmurer à nouveau le mot à l'oreille de Seán.

## Fiche technique
- Titre : The Quiet Girl
- Titre original : An Cailín Ciúin
- Réalisation : Colm Bairéad
- Scénario : Colm Bairéad, d'après la nouvelle Foster (Les Trois Lumières ) de Claire Keegan
- Photographie : Kate McCullough
- Montage : John Murphy
- Musique : Stephen Rennicks
- Costumes : Louise Stanton
- Direction artistique : Neill Treacy
- Société de distribution : ASC Distribution (France)
- Pays de production :  Irlande
- Langue originale : irlandais, anglais
- Format : couleur — 1,37:1
- Genre : drame
- Durée : 94 minutes
- Dates de sortie :
  - Allemagne : 11 février 2022 (Berlinale)
  - Irlande : 23 février 2022 (Festival international du film de Dublin) ; 12 mai 2022 (sortie nationale)
  - France : 6 novembre 2022 (Arras Film Festival) ; 12 avril 2023 (sortie nationale)

## Distribution
- Carrie Crowley : Eibhlín Cinnsealach
- Andrew Bennett : Seán Cinnsealach
- Catherine Clinch : Cáit
- Michael Patric (de) : Athair Cháit (Da)
- Kate Nic Chonaonaigh : Máthair Cháit (Mam)

## Production
Le film The Quiet Girl est basé sur la nouvelle Les Trois Lumières (titre original en anglais Foster, 2010) de Claire Keegan. Le film s'intitulait à l'origine Fanacht (Waiting). Il a été tourné à Dublin et dans le comté de Meath, avec des lieux tels que Summerhill, Moynalvey (y compris Fagan's Pub), Curraghtown, Garlow Cross, Trim et Clonymeath,.

## Sortie
The Quiet Girl a connu sa première mondiale à la Berlinale le 11 février 2022. Il a remporté un Ours de cristal du jury international Generation Kplus du meilleur film et a reçu une mention spéciale du jury des enfants. Le jury a déclaré : « C'est un film avec une histoire délicate pleine de détails sur l'enfance, le deuil, la parentalité et la reconstruction d'une famille. Le récit très fort est combiné avec une cinématographie époustouflante. Le son et les images créent une atmosphère unique. »,.
Il a également été projeté au Festival international du film de Dublin le 23 février 2022 et au Festival du film de Glasgow en mars 2022. Il est sorti en sortie générale en Irlande le 12 mai 2022. Il a également été sélectionné pour la section « World Cinema » du 27e Festival international du film de Busan, où il a été projeté en octobre 2022.

### Accueil critique
En France, le site Allociné propose une moyenne de 3,7⁄5, fondée sur 19 critiques de presse.